# 稲葉雄介
稲葉 雄介 (いなば ゆうすけ、1986年 - )は、日本の映画監督。

## 経歴
神奈川県出身。東京造形大学卒業。在学中は諏訪敦彦に師事。初監督作「君とママとカウボーイ」がシネマデジタルソウル国際映画祭など国内外の映画祭で上映、アピチャッポン・ウィーラセタクンに評価される。2015年には、日本タイ共同製作作品「アリエル王子と監視人」を監督。全編熊本で撮影を行った。

## フィルモグラフィー

### 長編映画

#### 監督
- 君とママとカウボーイ (2010年)
- アリエル王子と監視人 (2015年)
- 恋するふたり（2019年5月3日、ユナイテッドエンタテインメント） [5]
- パラダイス/半島 (2023年)[6]

#### 出演
- 息を殺して (2014年)[7]

#### その他
- ちいさな、あかり (2013年)[8]